# Vincent Margera
Vincent Roy Margera (* 3. Juli 1956 in Glenn Mills, Pennsylvania; † 15. November 2015 in West Chester, Pennsylvania), bekannt als Don Vito, war eine US-amerikanische Reality-TV-Persönlichkeit. Er war hauptsächlich bekannt durch seine Rolle in der MTV-Serie Viva La Bam.

## Laufbahn
Margera war in den Jahren 2003 bis 2005 an der Seite seines Neffen Bam in Viva La Bam zu sehen. Außerdem hatte er Auftritte in den Filmen Haggard (2003), The Dudesons Movie (2006), Jackass: Nummer Zwei (2006) und Minghags (2008), sowie den Videos der Filmreihe CKY.
2007 wurde er wegen der Belästigung zweier zwölfjähriger Mädchen angeklagt. Er wurde anschließend zu 10 Jahren Haft auf Bewährung verurteilt.
Margera hatte Alkoholprobleme und litt während des Großteils seines Lebens an Adipositas. 2015 starb er an Organversagen, nachdem er in ein Leberkoma gefallen war.